# Aeginetia mpomii
Espèce
Aeginetia mpomii est une espèce de plantes à fleurs de la famille des Orobanchaceae et du genre Aeginetia. C'est une herbe endémique du Cameroun. 

## Étymologie
Son épithète spécifique mpomii rend hommage au botaniste camerounais Benoît Mpom.

## Distribution
Endémique, très rare, elle fut collectée par René Letouzey en 1966 à 45 km au sud-est de Linté. 